# Reino da Araucânia e Patagônia
O Reino da Araucanía e Patagônia (português brasileiro) ou Patagónia (português europeu) (também chamado Nova França) foi um auto-proclamado estado independente fundado por um advogado e aventureiro francês, Aurélio-Antônio de Tounens, na América do Sul, em meados do século XIX e nunca reconhecido por qualquer outro estado. Nessa época, os indígenas locais (os Mapuches) estavam em uma luta desesperada para retomar sua independência vendo a hostil aproximação econômica e militar pelos governos do Chile e da Argentina, que queriam as terras Mapuches por seu potencial agrícola. No entanto, o apoio indígena foi sempre reduzido.
O reino reclamava as terras da Patagônia e da Araucânia situadas a sul do rio Biobío até ao Reloncaví, de acordo com as fronteiras traçadas pelo tratado de Killen de 1641 entre a nação mapuche e a Espanha. Abarcando as actuais regiões chilenas de Biobío, La Araucanía e Los Lagos. A sua capital foi situada em Perquenco.
Eles foram expulsos pelo Exército Chileno, mas os descendentes de seu líder, Antoine-Oreliane, que se proclamou rei de Araucânia e Patagônia, mantêm um governo no exílio. Hoje, o reino, que nunca foi reconhecido por nenhum estado, é "governado" pelo Príncipe Frederico I, desde 2018, a partir de Toulouse   .
Há também reivindicações de sucessão em alguns sites da Internet que apelam a supostas instituições e designações para preencher a posição antes da eventualidade da restauração da Carta de Patente de 1908.
De acordo com a linha de sucessão ao Reino da Araucânia e Patagônia:
- 1862: Aurélio-Antônio de Tounens (1862-1878) também conhecido como "Antônio I"

- 1882: Gustavo Aquiles Laviarde (1878-1902) também conhecido como "Aquiles I"
- 1902: Antônio Hipólito Cros (1902-1903) também conhecido como "Antonio II"
- 1903: Laura Teresa Cros (1903-1916) também conhecida como "Laura Teresa I"
- 1916: Tiago Antônio Bernardo (1916-1952) também conhecido como "Antônio III"
- 1952: Filipe Boiry (1952-2014) também conhecido como "Filipe I"
- 2014: João-Miguel Parasiliti di Para (2014-2017) também conhecido como "Antônio IV"
- 2018: Frederico Nícolas Tiago Rodriguez-Luz (2018-2025) também conhecido como "Frederico I"
- 2025: Laurent Lafayne também conhecido como "Antonio V"[5]

## Leia também
- Araucanização da Patagônia
- Ocupação da Araucania
- Campanha do Deserto
- Colonização francesa da América